# Internationale Filmfestspiele von Cannes 2024

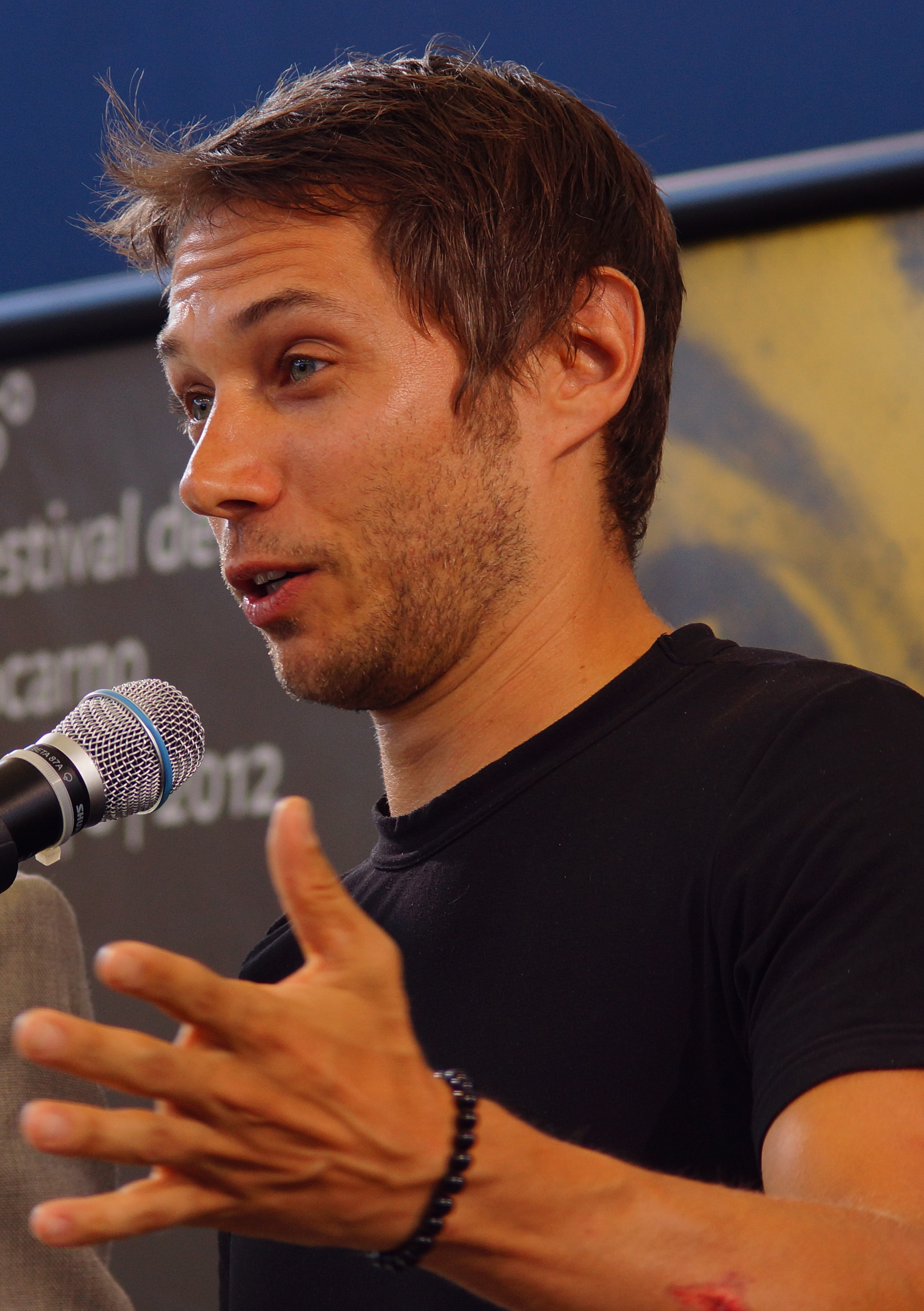
Sean Baker, Regisseur des preisgekrönten Films Anora

Die 77. Internationalen Filmfestspiele von Cannes fanden von 14. bis 25. Mai 2024 statt. Sie standen unter der Leitung von Iris Knobloch, während Thierry Frémaux als Generaldelegierter für die künstlerische Leitung verantwortlich war. Jurypräsidentin der Hauptsektion, in der unter anderem die Goldene Palme für den besten Film des Festivals vergeben wurde, war die US-amerikanische Filmschaffende Greta Gerwig. Als bester Film wurde der US-amerikanische Beitrag Anora von Sean Baker ausgezeichnet.

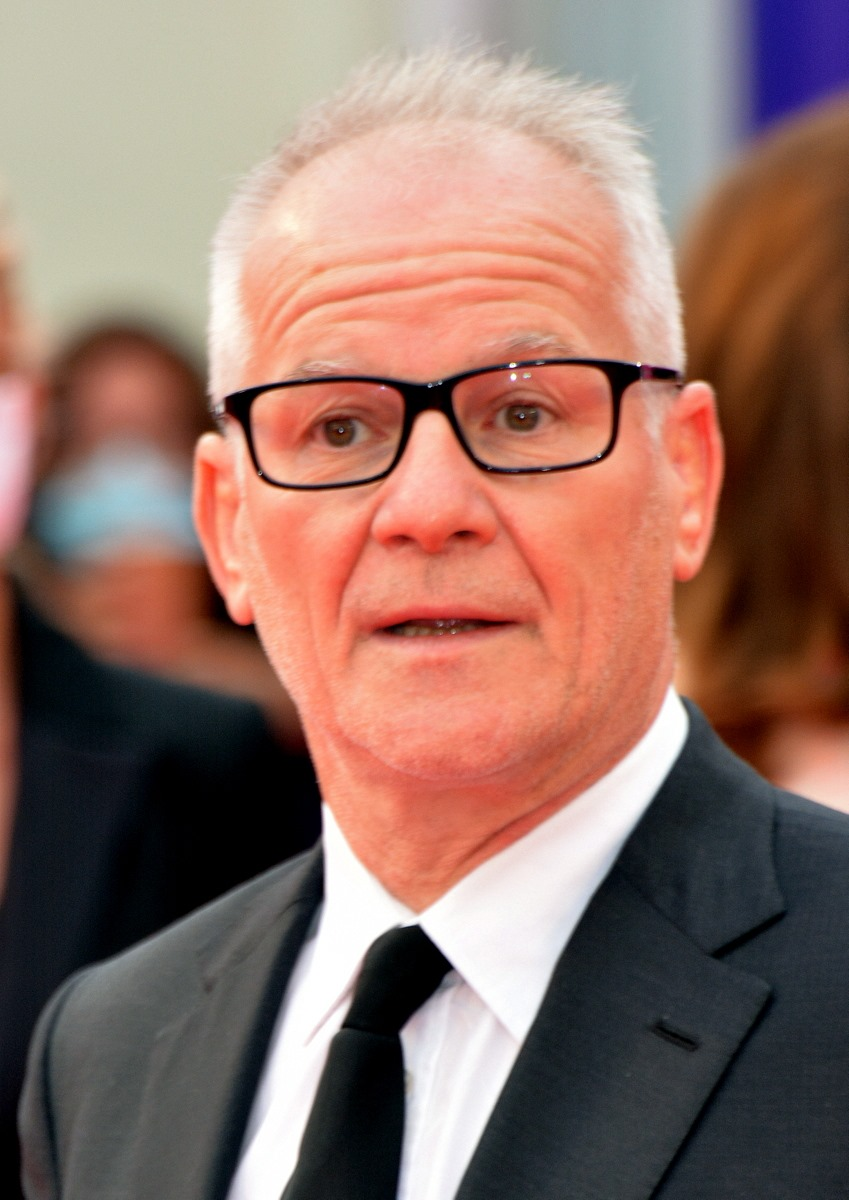
Thierry Frémaux, künstlerischer Leiter des Filmfestivals

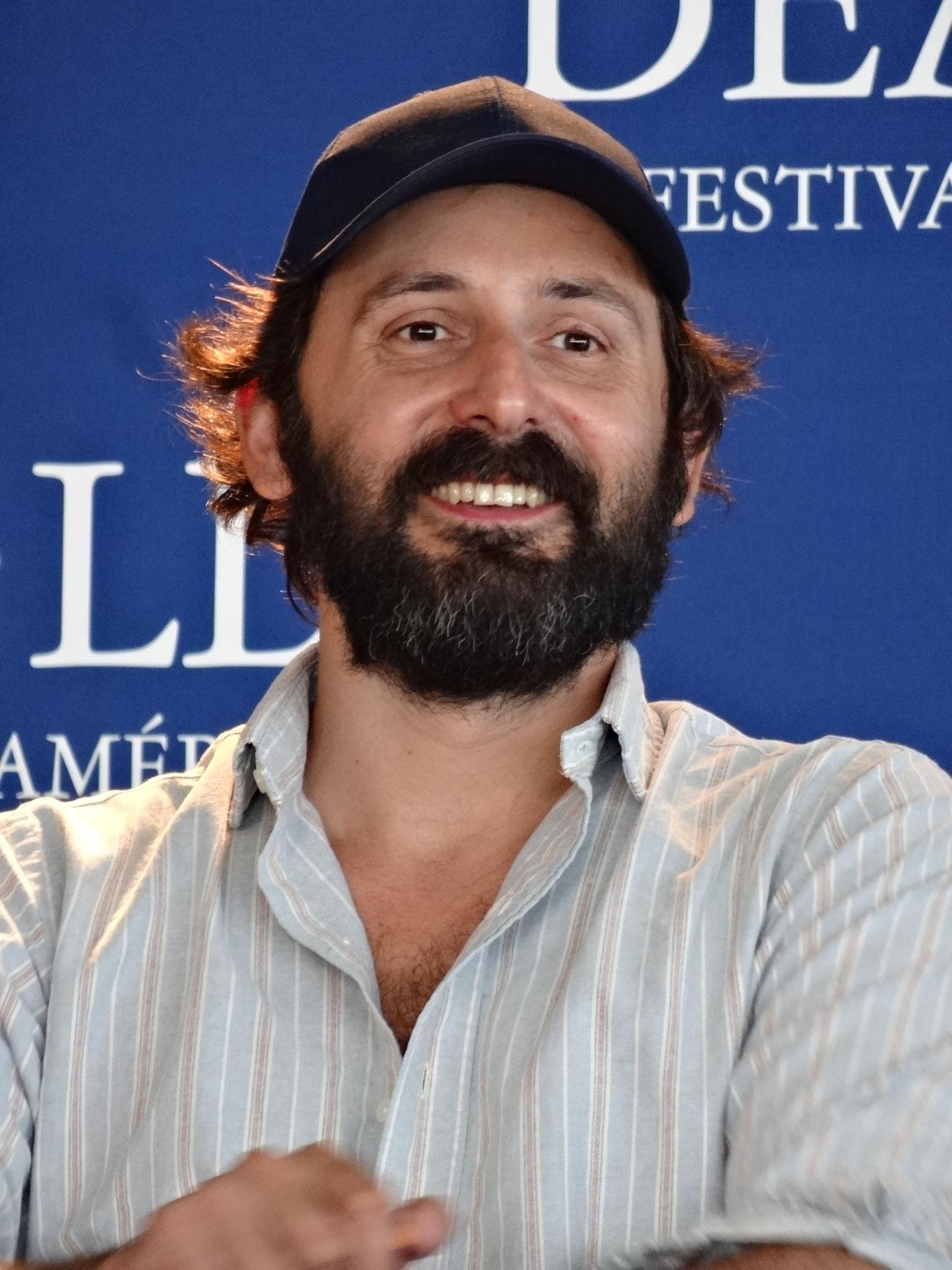
Quentin Dupieux, Regisseur des Eröffnungsfilms Le deuxième acte

Als Eröffnungsfilm des 12-tägigen Festivals wurde die französische Komödie Le deuxième acte von Quentin Dupieux ausgewählt, die außer Konkurrenz gezeigt wurde. Im Hauptwettbewerb dominierten französische und US-amerikanische Produktionen, darunter die neuesten Werke von Francis Ford Coppola (Megalopolis), Giorgos Lanthimos (Kinds of Kindness) und Jacques Audiard (Emilia Pérez). Ebenfalls in dieser Sektion wurde der Spielfilm Die Saat des heiligen Feigenbaums von Mohammad Rasulof gezeigt. Die iranische Regierung versuchte dies zu verhindern, weshalb der Regisseur kurz vor Beginn des Festivals aus dem Iran floh. Außerhalb des Wettbewerbs wurden unter anderem der erste Teil von Kevin Costners Western-Reihe Horizon: An American Saga und George Millers Endzeitfilm Furiosa: A Mad Max Saga uraufgeführt. Die MeToo-Debatte wurde in Judith Godrèches Kurzfilm Moi aussi aufgegriffen, der in den Sektionen Un Certain Regard und Cinéma de la Plage gezeigt wurde. Sergei Loznitsa thematisierte in dem Dokumentarfilm The Invasion den russischen Überfall auf die Ukraine, der als Sonderaufführung programmiert war.
Im Gegensatz zum Vorjahr hatten Regisseure aus Deutschland und Österreich keine Einladung erhalten. Jedoch wurden eine Reihe von Koproduktionen dieser Länder in den unterschiedlichen Sektionen berücksichtigt. In der Reihe Cannes Classics war mit Scénarios der letzte realisierte Film des französisch-schweizerischen Regisseurs Jean-Luc Godard (1930–2022) vertreten, den er kurz vor seinem Tod fertigstellte. Auch wurde dort eine restaurierte Fassung von Abel Gances Napoleon (1927) präsentiert.
Der Ehrenpreis für ein Lebenswerk wurde noch vor Festivalbeginn den US-amerikanischen Filmschaffenden George Lucas und Meryl Streep sowie dem japanischen Zeichentrickfilmstudio Ghibli zuerkannt. Streep eröffnete gemeinsam mit der französischen Schauspielerin Juliette Binoche auch offiziell das Festival.

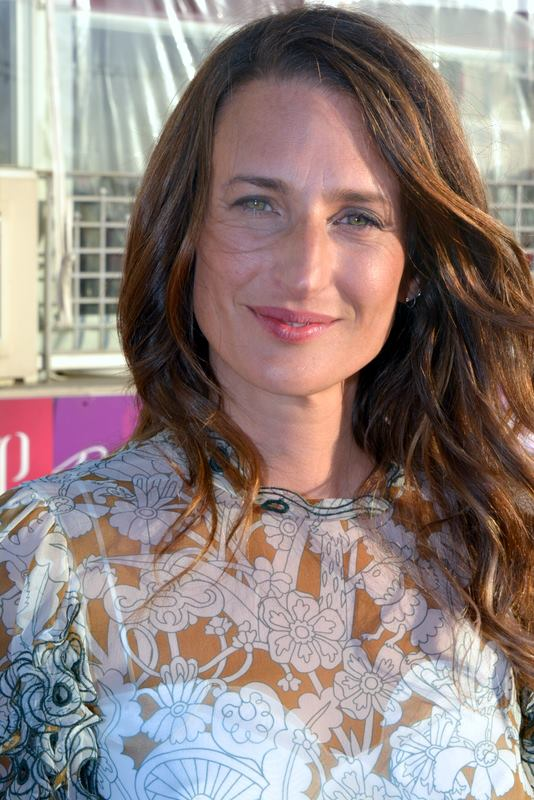
Camille Cottin war die Moderatorin der Auftakt- und Abschlusszeremonie

Als Moderatorin („maîtresse de cérémonie“) der Auftaktzeremonie und der abschließenden Preisgala wurde die französische Schauspielerin Camille Cottin ausgewählt.

## Festivalplakat
Das verstärkt in Weiß- und Blautönen gehaltene offizielle Festivalplakat zur 77. Auflage entstand auf Basis eines Standbilds aus dem Spielfilm Rhapsodie im August (1991) von Akira Kurosawa (1910–1998), Gewinner der Goldenen Palme 1980. Es zeigt fünf Personen, die mit dem Rücken zum Betrachter gemeinsam auf einer Bank sitzen und auf eine Hügellandschaft schauen, über der das Palmenmotiv des Festivals schwebt. Das Logo ersetzt dabei den im Film erscheinenden Mond. Rhapsodie im August war die vorletzte Regiearbeit des japanischen Regisseurs und wurde seinerzeit in Cannes außerhalb des Wettbewerbs gezeigt. Erzählt wird die Geschichte von einer greisen Japanerin, die sich durch Zufall an das Leid erinnert, das ihrer Familie beim Atombombenabwurf auf Nagasaki im Jahr 1945 widerfuhr. Laut dem Festival sei Rhapsodie im August eine sanftmütige Antwort auf den Krieg. Gleichzeitig sei das Kino „ein universeller Zufluchtsort für Ausdruck und Austausch. Ein Ort, an dem […] Menschlichkeit ebenso großgeschrieben“ werde wie die „Freiheit“. Auch wurde zum 70. Jahrestag seines japanischen Kinostarts eine restaurierte Fassung von Kurosawas Die sieben Samurai (1954) in der Sektion Cannes Classics vorgestellt.

## Offizielle Auswahl

### Internationaler Wettbewerb um die Goldene Palme

#### Wettbewerbsjury

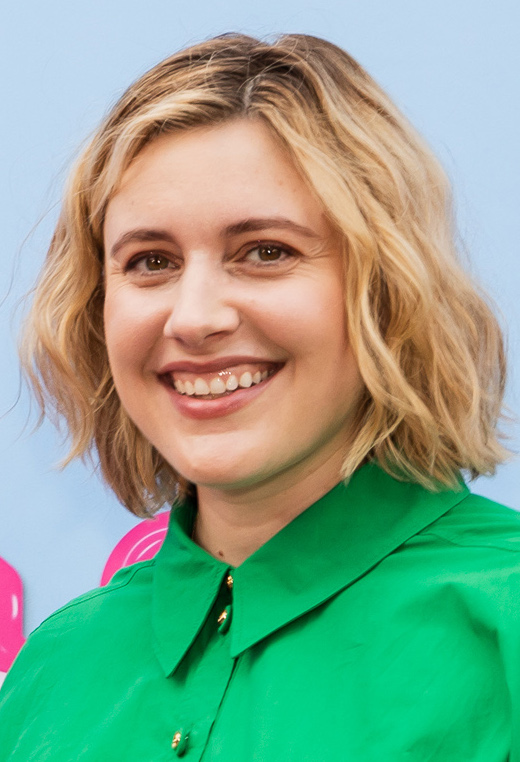
Jurypräsidentin Greta Gerwig (2023)

Für das Amt der Jurypräsidentin für den Internationalen Wettbewerb, in dem unter anderem die Goldene Palme für den besten Film des Festivals vergeben wird, wurde die Schauspielerin und Filmemacherin Greta Gerwig ausgewählt. Diese hatte 2023 mit der Komödie Barbie einen weltweiten Erfolg erzielt. Die 40-jährige US-Amerikanerin war die zweitjüngste Jurypräsidentin nach Sophia Loren (1966, 31 Jahre) und die zweite Filmregisseurin nach Jane Campion (2014) die diese Aufgabe übernahm. Auch war sie nach Olivia de Havilland (1965) die zweite US-Amerikanerin an der Spitze der Jury. Im Jahr 2014 war Gerwig Mitglied der Berlinale-Jury gewesen.
Gerwig stand damit einer mehrheitlich mit Frauen besetzten Jury vor:
- Juan Antonio Bayona, spanischer Regisseur, Filmproduzent und Drehbuchautor (Teilnehmer am Festival 2010)
- Ebru Ceylan, türkische Drehbuchautorin und Fotografin (Co-Drehbuchautorin des 2014 mit der Goldenen Palme ausgezeichneten Films Winterschlaf)
- Pierfrancesco Favino, italienischer Schauspieler
- Lily Gladstone, US-amerikanische Schauspielerin
- Eva Green, französische Schauspielerin
- Hirokazu Koreeda, japanischer Regisseur (Gewinner der Goldenen Palme 2018, siebenmaliger Teilnehmer am Hauptwettbewerb)
- Nadine Labaki, libanesische Regisseurin und Drehbuchautorin (Preis der Jury 2018)
- Omar Sy, französischer Schauspieler und Filmproduzent

#### Langfilme
Insgesamt wurden 22 Filmproduktionen in den Wettbewerb um die Goldene Palme eingeladen, darunter mit Jacques Audiard (2015) und Francis Ford Coppola (1974 und 1979) neue Regiearbeiten früherer Wettbewerbssieger. Vier Filmemacherinnen waren vertreten, während im Vorjahr die Rekordmarke von sieben Regisseurinnen erreicht wurde. David Cronenberg und Paolo Sorrentino wurden jeweils zum siebten Mal für den Hauptwettbewerb berücksichtigt, während neun Filmschaffende zum ersten Mal um den Hauptpreis konkurrierten (Abbasi, Fargeat, Gomes, von Horn, Kapadia, Lellouche, Parvu, Rasulof und Riedinger). Der iranische Beitrag Die Saat des heiligen Feigenbaums, der französisch-belgische Animationsfilm Das kostbarste aller Güter (erster Animationsfilm im Hauptwettbewerb seit 2008) und die rumänische Produktion Trei kilometri până la capătul lumii wurden nachgereicht. Der Iran soll mehrfach versucht haben, die Premiere von Mohammad Rasulofs Film zu verhindern und den Regisseur kurz vor Beginn des Festivals mit einer mehrjährigen Haftstrafe belegt haben, woraufhin dieser nach Europa floh.
Mit Diane Kruger (The Shrouds) und Franz Rogowski (Bird) waren zwei deutsche Darsteller mit größeren Rollen vertreten.
| Film                                                                            | Regie                              | Land (gemäß Festivalangaben)               | Darsteller (Auswahl) / Anmerkung                                                                |
| ------------------------------------------------------------------------------- | ---------------------------------- | ------------------------------------------ | ----------------------------------------------------------------------------------------------- |
| All We Imagine as Light                                                         | Payal Kapadia                      | Indien, Frankreich, Niederlande, Luxemburg | Kani Kusruti, Divya Prabha, Hridhu Haroon                                                       |
| L’amour ouf (Beating Hearts)                                                    | Gilles Lellouche                   | Frankreich                                 | François Civil, Adèle Exarchopoulos, Mallory Wanecque, Malik Frikah                             |
| Anora                                                                           | Sean Baker                         | USA                                        | Mikey Madison, Mark Eydelshteyn, Juri Borissow                                                  |
| The Apprentice – The Trump Story                                                | Ali Abbasi                         | Kanada, Dänemark, Irland                   | Sebastian Stan, Jeremy Strong, Marija Bakalowa                                                  |
| Bird                                                                            | Andrea Arnold                      | Vereinigtes Königreich                     | Barry Keoghan, Franz Rogowski                                                                   |
| Diamant brut (Wild Diamond) (zusätzlich nominiert für die Caméra d’Or)          | Agathe Riedinger                   | Frankreich                                 | Malou Khebizi, Idir Azougli, Andréa Bescond                                                     |
| Emilia Pérez                                                                    | Jacques Audiard                    | Frankreich                                 | Karla Sofía Gascón, Zoe Saldana, Selena Gomez                                                   |
| 风流一代 Feng liu yi dai (Caught by the Tides)                                  | Jia Zhangke                        | VR China                                   | Zhao Tao, Zhubin Li                                                                             |
| Grand Tour                                                                      | Miguel Gomes                       | Portugal, Italien, Frankreich              | Gonçalo Waddington, Crista Alfaiate                                                             |
| Kinds of Kindness                                                               | Giorgos Lanthimos                  | USA, Vereinigtes Königreich                | Emma Stone, Jesse Plemons, Willem Dafoe, Margaret Qualley, Joe Alwyn                            |
| Limonov: The Ballad                                                             | Kirill Semjonowitsch Serebrennikow | Italien, Frankreich, Spanien               | Ben Whishaw, Tomas Arana und Sandrine Bonnaire                                                  |
| Marcello Mio                                                                    | Christophe Honoré                  | Frankreich                                 | Chiara Mastroianni, Catherine Deneuve, Benjamin Biolay, Melvil Poupaud                          |
| Megalopolis                                                                     | Francis Ford Coppola               | USA                                        | Adam Driver, Giancarlo Esposito, Nathalie Emmanuel                                              |
| Motel Destino                                                                   | Karim Aïnouz                       | Brasilien, Frankreich, Deutschland         | Nataly Rocha, Iago Xavier, Fábio Assunção                                                       |
| Oh, Canada                                                                      | Paul Schrader                      | USA                                        | Richard Gere, Jacob Elordi, Uma Thurman                                                         |
| Parthenope                                                                      | Paolo Sorrentino                   | Italien, Frankreich                        | Celeste Dalla Porta, Silvia Degrandi, Isabella Ferrari                                          |
| Pigen med nålen (The Girl with the Needle)                                      | Magnus von Horn                    | Dänemark, Polen, Schweden                  | Vic Carmen Sonne, Trine Dyrholm                                                                 |
| Das kostbarste aller Güter (The Most Precious of Cargoes)                       | Michel Hazanavicius                | Frankreich                                 | Animationsfilm mit den Stimmen von Jean-Louis Trintignant, Grégory Gadebois und Denis Podalydès |
| Die Saat des heiligen Feigenbaums (The Seed of the Sacred Fig)                  | Mohammad Rasulof                   | Iran, Deutschland, Frankreich              | Missagh Zareh, Soheila Golestani, Mahsa Rostami, Setareh Maleki, Niousha Akhshi                 |
| The Shrouds                                                                     | David Cronenberg                   | Kanada, Frankreich                         | Vincent Cassel, Diane Kruger, Guy Pearce, Sandrine Holt                                         |
| The Substance                                                                   | Coralie Fargeat                    | USA, Vereinigtes Königreich, Frankreich    | Demi Moore, Margaret Qualley, Hugo Diego Garcia                                                 |
| Trei kilometri până la capătul lumii (Trois kilomètres jusqu’à la fin du monde) | Emanuel Parvu                      | Rumänien                                   | Ciprian Chiujdea, Bogdan Dumitrache, Laura Vasiliu                                              |

### Weitere Sektionen und Sonderveranstaltungen
Folgenden Sektionen stand keine Preis-Jury vor.
Außer Konkurrenz
Außer Konkurrenz wurden sechs Filme gezeigt, darunter der offizielle Eröffnungsfilm des Festivals, Le deuxième acte.
| Film                              | Regie                                          | Land (gemäß Festivalangaben) | Darsteller (Auswahl) |
| --------------------------------- | ---------------------------------------------- | ---------------------------- | --- |
| Le Comte de Monte-Cristo          | Alexandre De La Patellière, Matthieu Delaporte | Frankreich                   | Pierre Niney, Anaïs Demoustier, Bastien Bouillon, Laurent Lafitte, Anamaria Vartolomei, Julien de Saint-Jean, Pierfrancesco Favino |
| Le deuxième acte (The Second Act) | Quentin Dupieux                                | Frankreich                   | Léa Seydoux, Vincent Lindon, Louis Garrel, Raphaël Quenard                                                                         |
| Furiosa: A Mad Max Saga           | George Miller                                  | Australien                   | Anya Taylor-Joy, Chris Hemsworth, Lachy Hulme, Nathan Jones, Angus Sampson                                                         |
| Horizon: An American Saga         | Kevin Costner                                  | USA                          | Keivn Costner, Sienna Miller, Abbey Lee, Isabelle Fuhrman, Jena Malone, Ella Hunt                                                  |
| Rumours                           | Evan Johnson, Galen Johnson, Guy Maddin        | Kanada, Deutschland          | Cate Blanchett, Roy Dupuis, Nikki Amuka-Bird, Charles Dance, Denis Ménochet, Zlatko Burić, Alicia Vikander                         |
| She’s Got No Name                 | Peter Ho-Sun Chan                              | VR China                     | Ziyi Zhang, Chuanjun Wang, Jackson Yee, Liying Zhao                                                                                |

Cannes Premières
Diese Reihe wurde erstmals bei der Auflage 2021 für Filme eingeführt, für die kein Platz im Wettbewerb war.
| Film                                            | Regie                              | Land (gemäß Festivalangaben)                                  | Darsteller (Auswahl)                                                                    |
| ----------------------------------------------- | ---------------------------------- | ------------------------------------------------------------- | --------------------------------------------------------------------------------------- |
| C’est pas moi                                   | Leos Carax                         | Frankreich                                                    | Denis Lavant, Kateryna Yuspina, Loreta Juodkaite                                        |
| En fanfare (Die leisen und die großen Töne)     | Emmanuel Courcol                   | Frankreich                                                    | Benjamin Lavernhe, Pierre Lottin, Sarah Suco                                            |
| Everybody Loves Touda                           | Nabil Ayouch                       | Marokko, Frankreich, Belgien, Dänemark, Niederlande, Norwegen | Nisrin Erradi, Joud Chamihy, Jalila Talemsi                                             |
| Maria                                           | Jessica Palud                      | Frankreich                                                    | Anamaria Vartolomei, Yvan Attal, Matt Dillon, Marie Gillain                             |
| Miséricorde (Misericordia)                      | Alain Guiraudie                    | Frankreich, Spanien, Portugal                                 | Félix Kysyl, Catherine Frot, Jacques Develay, Jean-Baptiste Durand                      |
| Rendez-vous avec Pol Pot (Meeting with Pol Pot) | Rithy Panh                         | Kambodscha, Frankreich, Taiwan, Qatar, Türkei                 | Irène Jacob, Grégoire Colin, Cyril Gueï                                                 |
| Le roman de Jim (Jim’s Story)                   | Arnaud Larrieu, Jean-Marie Larrieu | Frankreich                                                    | Bertrand Belin, Noée Abita, Andranic Manet, Karim Leklou, Lætitia Dosch, Sara Giraudeau |
| Vivre, mourir, renaître                         | Gaël Morel                         | Frankreich                                                    | Lou Lampros, Victor Belmondo, Théo Christine, Noah Deric, Amanda Lear, Elli Medeiros    |

Mitternachtsaufführungen (Séances de minuit)
| Film                                   | Regie           | Land (gemäß Festivalangaben) | Darsteller (Auswahl)                                             |
| -------------------------------------- | --------------- | ---------------------------- | ---------------------------------------------------------------- |
| Les femmes au balcon (The Balconettes) | Noémie Merlant  | Frankreich                   | Noémie Merlant, Souheila Yacoub, Sanda Codreanu                  |
| The Surfer                             | Lorcan Finnegan | Australien, Irland           | Nicolas Cage, Julian McMahon, Nicholas Cassim, Miranda Tapsell   |
| Twilight of the Warriors: Walled In    | Soi Cheang      | Hongkong                     | Sammo Kam-Bo Hung, Louis Koo, Philip Ng, Richie Jen, Raymond Lam |
| Veteran 2 (I, the Executioner)         | Ryoo Seung-wan  | Südkorea                     | Jung Hae-in, Hwang Jung-min, Jang Yoon-ju, Oh Dal-su             |

Sonderaufführungen (Séances spéciales)
| Film                                                   | Regie                                              | Land (gemäß Festivalangaben) | Anmerkung / Darsteller (Auswahl)                                                                                           |
| ------------------------------------------------------ | -------------------------------------------------- | ---------------------------- | --- |
| Apprendre                                              | Claire Simon                                       | Frankreich                   | Dokumentarfilm |
| La belle de Gaza (The Belle from Gaza)                 | Yolande Zauberman                                  | Frankreich                   | Dokumentarfilm |
| Ernest Cole: Lost and Found (Ernest Cole, photographe) | Raoul Peck                                         | Frankreich                   | Dokumentarfilm über den südafrikanischen Fotografen Ernest Cole (1940–1990)                                                |
| Le fil                                                 | Daniel Auteuil                                     | Frankreich                   | Daniel Auteuil, Grégory Gadebois, Sidse Babett Knudsen, Alice Belaïdi                                                      |
| The Invasion                                           | Sergei Loznitsa                                    | Ukraine                      | Dokumentarfilm über den russischen Überfall auf die Ukraine                                                                |
| Lula                                                   | Oliver Stone, Rob Wilson                           | USA, Brasilien               | Dokumentarfilm über Lula da Silva                                                                                          |
| Nasty – More than just Tennis (Nasty)                  | Tudor Giurgiu, Tudor D. Popescu, Cristian Pascariu | Rumänien                     | Dokumentarfilm über Ilie Năstase                                                                                           |
| Spectateurs!                                           | Arnaud Desplechin                                  | Frankreich                   | Louis Birman, Dominique Païni, Clément Hervieu-Léger, Françoise Lebrun, Milo Machado Graner, Micha Lescot, Mathieu Amalric |
| An Unfinished Film                                     | Lou Ye                                             | Singapur, Deutschland        | Quin Hao, Mao Xiaorui, Qi Xi, Huang Xuan, Ming Liang, Zang Songwen                                                         |

Rendez-vous avec...
Im Rahmen dieser Sektion wurde die erste Folge der italienisch-britischen Serie L’arte della gioia (The Art of Joy) von Valeria Golino und Nicolangelo Gelormini vorgestellt, die in Italien auch in den Kinos veröffentlicht werden soll. Dabei handelt es sich um eine Verfilmung des gleichnamigen Romans (dt.: Titel: Die Kunst der Freude) von Goliarda Sapienza. Die Hauptrollen übernahmen Jasmine Trinca, Tecla Insolia und Valeria Bruni-Tedeschi.
Cinéma de la Plage
Für diese Sektion wurden vorab vier zeitgenössische Filme bekanntgegeben:
- Moi aussi (Me too) – Regie: Judith Godrèche (Frankreich) – Kurzfilm
- My Way – Regie: Thierry Teston, Lisa Azuelos (Frankreich) – Dokumentarfilm
- Silex and the City – Regie: Jul, Jean-Paul Guigue – Animationsfilm
- Slocum et moi – Regie: Jean-François Laguionie (Frankreich, Luxemburg) – Animationsfilm
- Transmitzvah – Regie: Daniel Burman (Argentinien) – mit Juan Minujin, Alejandro Awada, Penélope Guerrero, Gustavo Bassani

Aufführungen für ein jugendliches Publikum
Zwei Animationsfilme wurden in die Sektion eingeladen:
- Angelo dans la forêt mystérieuse – Regie: Vincent Paronnaud (Frankreich) – mit den Stimmen von Yolande Moreau, Philippe Katerine und José Garcia
- Sauvages (Savages) – Regie: Claude Barras (Schweiz, Frankreich, Belgien)

### Un Certain Regard
In der Reihe Un Certain Regard („Ein gewisser Blick“) werden vornehmlich Werke von weniger bekannten Filmemachern gezeigt. 18 Langfilme wurden in die Sektion aufgenommen, darunter 8 Regiedebüts. Als Eröffnungsfilm wurde Ljósbrot (When The Light Breaks) von Rúnar Rúnarsson bestimmt. Ebenfalls während der Eröffnungszeremonie wurde Judith Godrèches Regiearbeit Moi aussi (Me too) gezeigt, die nachgereicht wurde. Der Kurzfilm präsentierte Geschichten von Opfern sexueller Gewalt und war auch in der Reihe Cinéma de la Plage programmiert.
Als Vorsitzender der Jury wurde der frankokanadische Filmemacher Xavier Dolan ausgewählt, dreimaliger Teilnehmer am Hauptwettbewerb (Großer Preis der Jury 2016). Er stand folgender Jury vor:
- Maïmouna Doucouré, französisch-senegalesische Regisseurin
- Asmae El Moudir, marokkanische Regisseurin, Drehbuchautorin und Produzentin (Regiepreis der Sektion Un Certain Regard 2023)
- Vicky Krieps, deutsch-luxemburgische Schauspielerin (Darstellerpreis der Sektion Un Certain Regard 2022)
- Todd McCarthy, US-amerikanischer Filmkritiker

Der Hauptpreis Prix Un Certain Regard ging an den chinesischen Beitrag Gou Zhen (Black Dog – Weggefährten).
| Film                                       | Regie                  | Land (gemäß Festivalangaben)                                                       | Darsteller (Auswahl) / Anmerkung                                      |
| ------------------------------------------ | ---------------------- | ---------------------------------------------------------------------------------- | --------------------------------------------------------------------- |
| Armand                                     | Halfdan Ullmann Tøndel | Norwegen, Niederlande, Schweden, Deutschland                                       | Renate Reinsve, Ellen Dorrit Petersen, Thea Lambrechts Vaulen         |
| Boko no Ohisama (My Sunshine)              | Hiroshi Okuyama        | Japan, Frankreich                                                                  | Sosuke Ikematsu, Keitatsu Koshiyama, Kiara Nakanishi                  |
| The Damned                                 | Roberto Minervini      | Italien, USA, Belgien                                                              | René W. Solomon, Jeremiah Knupp, Noah Carlson, Tim Carlson            |
| Flow                                       | Gints Zilbalodis       | Lettland, Frankreich, Belgien                                                      | Animationsfilm                                                        |
| Gou Zhen (Black Dog – Weggefährten)        | Guan Hu                | VR China                                                                           | Jia Zhangke, Eddie Peng, Yi Zhang                                     |
| L’histoire de Souleymane                   | Boris Lojkine          | Frankreich                                                                         | Abou Sangare, Nina Meurisse, Alpha Oumar Sow                          |
| Ljósbrot (When The Light Breaks)           | Rúnar Rúnarsson        | Island, Niederlande, Kroatien, Frankreich                                          | Elín Hall, Katla Njálsdóttir, Mikael Kaaber                           |
| Niki (Niki de Saint Phalle)                | Céline Sallette        | Frankreich                                                                         | Charlotte Le Bon, Damien Bonnard, John Robinson, Judith Chemla        |
| Norah                                      | Tawfik Alzaidi         | Saudi-Arabien                                                                      | Yaqoub Alfarhan, Maria Bahrawi, Abdullah Alsadhan, Abdulrahman Alwafi |
| On Becoming a Guinea Fowl                  | Rungano Nyoni          | Sambia, Vereinigtes Königreich, Irland                                             | Elizabeth Chisela, Henry B. J. Phiri, Susan Chardy                    |
| Le procès du chien (Who Let The Dog Bite?) | Lætitia Dosch          | Schweiz, Frankreich                                                                | Lætitia Dosch, François Damiens, Bouli Lanners, Jean-Pascal Zadi      |
| Le royaume (The Kingdom)                   | Julien Colonna         | Frankreich                                                                         | Ghjuvanna Benedetti, Saveriu Santucci, Anthony Morganti, Andrea Cossu |
| Santosh                                    | Sandhya Suri           | Vereinigtes Königreich, Deutschland, Frankreich                                    | Shahana Goswami, Sunita Rajwar                                        |
| September Says                             | Ariane Labed           | Irland, Vereinigtes Königreich, Deutschland                                        | Mia Tharia, Pascale Kann, Rakhee Thakrar                              |
| The Shameless                              | Konstantin Bojanov     | Schweiz, Bulgarien, Frankreich, Taiwan, Indien                                     | Omara Shetty, Auroshikha Dey                                          |
| The Village Next to Paradise               | Mo Harawe              | Österreich, Frankreich, Deutschland, Somalia                                       | Ahmed Ali Farah, Ahmed Mohamud Saleban, Anab Ahmed Ibrahim            |
| Viêt and Nam                               | Minh Quý Trương        | Vietnam, Philippinen, Singapur, Frankreich, Niederlande, Italien, Deutschland, USA | Thanh Hai Pham, Duy Bao Dinh Dao, Thi Nga Nguyen, Viet Tung Le        |
| Vingt dieux! (Holy Cow)                    | Louise Courvoisier     | Frankreich                                                                         | Clément Faveau, Luna Garret, Mathis Bernard                           |

### Kurzfilmwettbewerb
Aus 4420 Einreichungen wurden 11 Kurzfilme aus 10 Ländern ausgewählt.

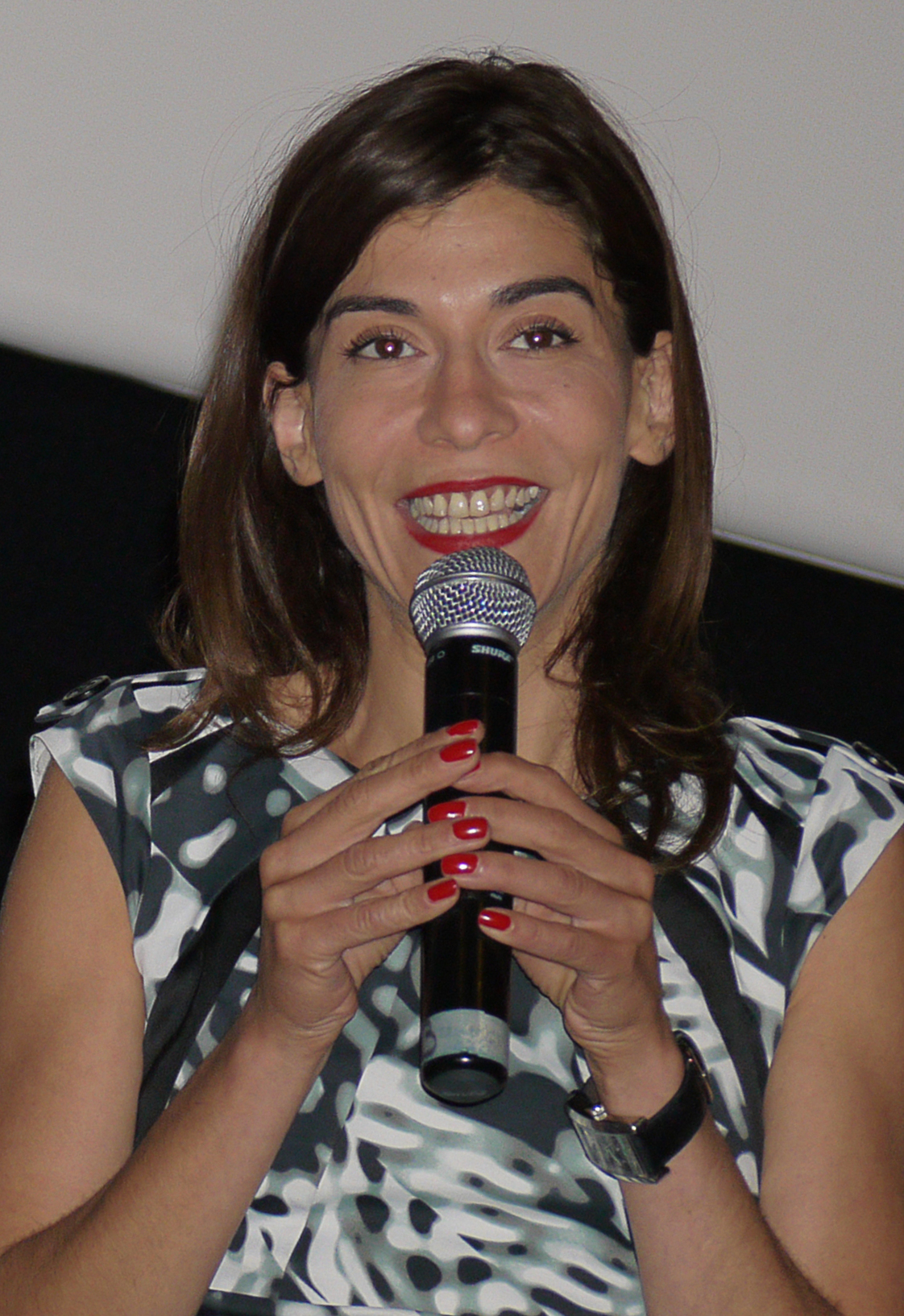
Vorsitzende der Jury: Lubna Azabal (2011)

Als Jurypräsidentin für den Kurzfilmwettbewerb, in dem ebenfalls als Hauptpreis eine Goldene Palme vergeben wird, wurde Lubna Azabal ausgewählt. Die belgische Schauspielerin stand folgender Jury vor:
- Marie-Castille Mention-Schaar, französische Regisseurin, Drehbuchautorin und Produzentin
- Paolo Moretti, italienischer Filmkurator
- Claudine Nougaret, französische Produzentin und Regisseurin
- Vladimir Perišić, serbischer Filmregisseur und Drehbuchautor

Die Preisverleihung erfolgte am 25. Mai. Die Goldene Palme für den besten Kurzfilm ging an die europäische Koproduktion Der Mann, der nicht schweigen wollte.
| Film                                  | Regie               | Land (gemäß Festivalangaben)               | Länge (in min) |
| ------------------------------------- | ------------------- | ------------------------------------------ | -------------- |
| Across the Waters                     | Viv Li              | Frankreich                                 | 15′            |
| Amarela (Yellow)                      | André Hayato Saito  | Brasilien                                  | 15′            |
| Bad For A Moment (Mau Por Um Momento) | Daniel Soares       | Portugal                                   | 15′            |
| Les belles cicatrices                 | Raphaël Jouzeau     | Frankreich                                 | 15′            |
| The Man Who Could Not Remain Silent   | Nebojša Slijepčević | Kroatien, Frankreich, Bulgarien, Slowenien | 14′            |
| Ootidė (Ootid)                        | Eglė Razumaitė      | Litauen, Frankreich                        | 09′            |
| Perfectly A Strangeness               | Alison McAlpine     | Kanada                                     | 15′            |
| Rrugës (On The Way)                   | Samir Karahoda      | Kosovo                                     | 15′            |
| Sanki Yoxsan                          | Azer Guliev         | Aserbaidschan, Frankreich                  | 15′            |
| Tea (Thé)                             | Blake Rice          | USA                                        | 12′            |
| Volcelest                             | Éric Briche         | Frankreich                                 | 15′            |

### La Cinéf
Für die 1998 ins Leben gerufene Reihe La Cinéf (früherer Titel Cinéfondation) werden Kurzfilmarbeiten von Filmstudenten aus der ganzen Welt ausgewählt. In diesem Jahr wurden 2263 Produktionen von Filmhochschulen eingereicht, von denen 18 Werke (14 Real- und 4 Animationsfilme) für das offizielle Programm ausgewählt wurden.
Als Jury fungierte die Kurzfilmjury um Lubna Azabal. Die Preisverleihung erfolgte am 23. Mai. Als bester Kurzfilm wurde der indische Beitrag Sunflowers Were The First Ones To Know… ausgezeichnet.
| Film                                    | Regie              | Land (Hochschule) (gemäß Festivalangaben)            | Länge (in min) |
| --------------------------------------- | ------------------ | ---------------------------------------------------- | -------------- |
| Banished Love                           | Xiwen Cong         | VR China (Pekinger Filmakademie)                     | 40′            |
| Bunnyhood                               | Mansi Maheshwari   | Vereinigtes Königreich (NFTS)                        | 09′            |
| The Chaos She Left Behind               | Nikos Kolioukos    | Griechenland (Aristoteles-Universität Thessaloniki)  | 33′            |
| Crow Man                                | Yohann Abdelnour   | Libanon (ALBA)                                       | 08′            |
| The Deer’s Tooth                        | Saif Hammash       | Palästina (Dar al-Kalima University)                 | 16′            |
| Echoes                                  | Robinson Drossos   | Frankreich (ENSAT)                                   | 07′            |
| Elevación (Elevation)                   | Gabriel Esdras     | Mexiko (Universidad de Guadalajara)                  | 28′            |
| Forest of Echoes                        | Yoori Lim          | Südkorea (Korea National University of Arts)         | 22′            |
| In spirito                              | Nicolò Folin       | Italien (Centro Sperimentale di Cinematografia)      | 14′            |
| It’s Not Time For Pop                   | Amit Vaknin        | Israel (Universität Tel Aviv)                        | 14′            |
| Mauvais coton (Us And Them)             | Nicolas Dumaret    | Frankreich (La fémis)                                | 20′            |
| Out The Window Through The Wall         | Asya Segalovich    | USA (Columbia University)                            | 22′            |
| Plevel (Weeds)                          | Pola Kazak         | Tschechische Republik (FAMO)                         | 14′            |
| Praeis (It’ll Pass)                     | Dovydas Drakšas    | Vereinigtes Königreich (London Film School), Litauen | 27′            |
| Sunflowers Were The First Ones To Know… | Chidananda S. Naik | Indien (FTII)                                        | 16′            |
| Terminal                                | East Elliott       | USA (NYU)                                            | 18′            |
| Three                                   | Amie Song          | USA (Columbia University)                            | 15′            |
| Withered Blossoms                       | Lionel Seah        | Australien (AFTRS)                                   | 14′            |

### Immersive Werke

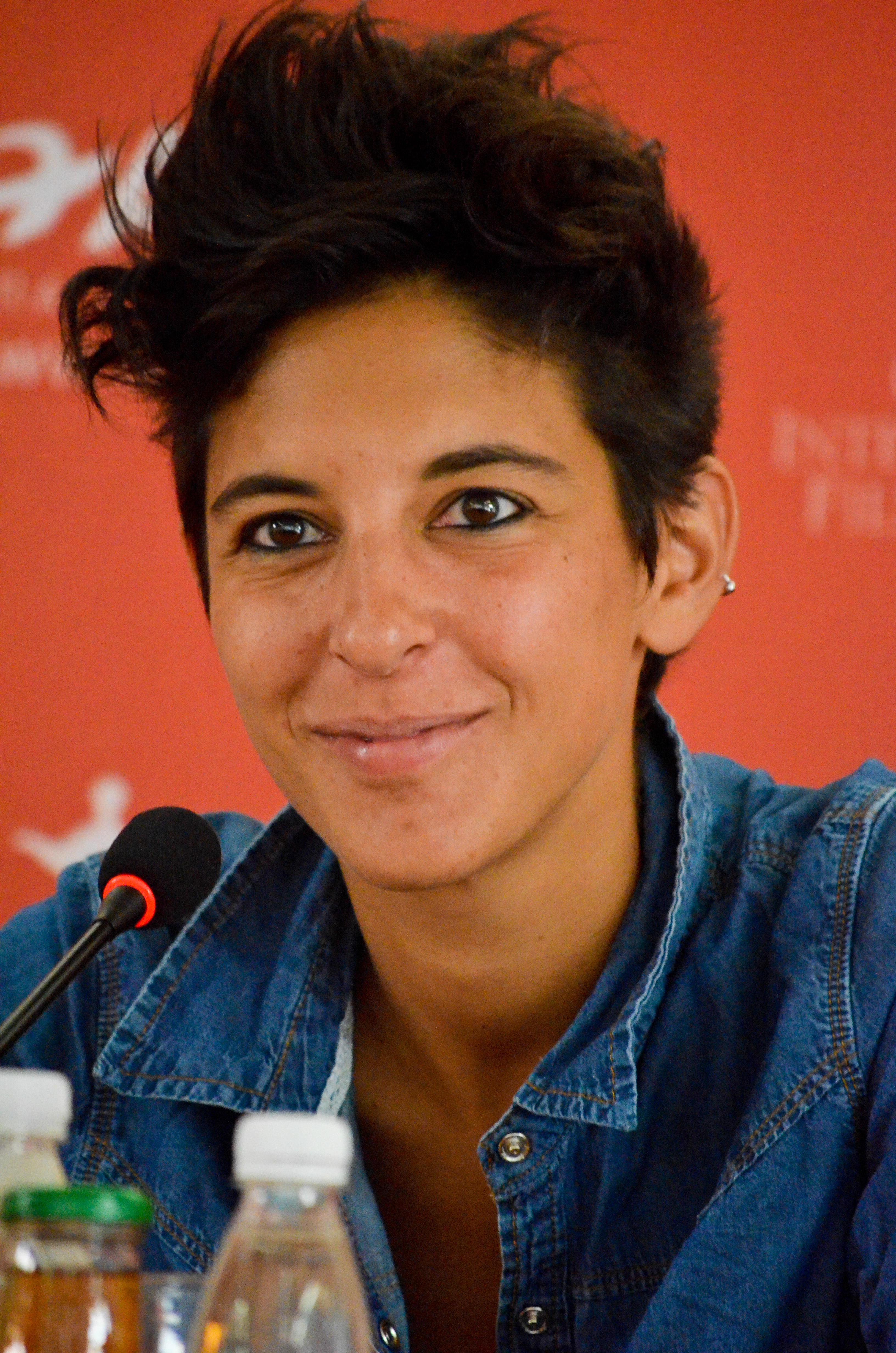
Leiterin der Jury: Marie Amachoukeli

In dem 2024 neu eingeführten Wettbewerb immersiver Werke wurden acht Filme gezeigt. Qualifizieren konnten sich Produktionen auf der Grundlage von Virtual Reality, Erweiterter Realität und durch andere neue Technologien, die „die Synergie zwischen immersiven Erlebnissen und Kino“ verdeutlichen. Die Werke sollten über konventionelles Geschichtenerzählen hinauszugehen, um das Publikum in andere Welten und Epochen zu entführen und in eine andere Realität eintauchen zu lassen. Die Auswahl wurde am 23. April 2024 bekanntgegeben.
Als Jurypräsidentin wurde die französische Filmemacherin und Drehbuchautorin Marie Amachoukeli ausgewählt. Sie stand folgender Jury vor:
- Mathias Chelebourg, französischer Drehbuchautor, Regisseur und Filmproduzent
- Vassiliki Khonsari, US-amerikanischer Filmproduzent, Drehbuchautor und Regisseur
- Uri Kranot, israelischer Filmemacher
- Raqi Syed, neuseeländisch-US-amerikanischer Filmemacher

Als bester Beitrag der Sektion wurde Colored (Noire) ausgewählt.
| Film                                                                 | Regie                                                       | Land (gemäß Festivalangaben)                    | Sprecher/Darsteller (Auswahl) / Anmerkung                                                      |
| -------------------------------------------------------------------- | ----------------------------------------------------------- | ----------------------------------------------- | ---------------------------------------------------------------------------------------------- |
| En amour                                                             | Claire Bardainne, Adrien Mondot, Laurent Bardainne          | Frankreich                                      |                                                                                                |
| Colored (Noire)                                                      | Tania de Montaigne, Stéphane Foenkinos, Pierre-Alain Giraud | Frankreich, Taiwan                              | Kurzfilm                                                                                       |
| Evolver                                                              | Barnaby Steel, Ersin Han Ersin, Robin McNicholas            | Vereinigtes Königreich, Frankreich, USA         | mit der Stimme von Cate Blanchett                                                              |
| Human Violins: Prelude                                               | Ioana Mischie                                               | Rumänien, Frankreich                            | Kurzfilm, mit der Stimme von Cabiria Morgenstern                                               |
| Maya: The Birth of a Superhero (Maya: naissance d’une super héroïne) | Poulomi Basu, CJ Clarke                                     | Frankreich, Indien, Vereinigtes Königreich, USA | animierter Kurzfilm, mit den Stimmen von Charithra Chandran, Florrie Antoniou und Indira Varma |
| Telos I                                                              | Dorotea Saykaly, Emil Dam Seidel                            | Kanada, Schweden, Dänemark                      |                                                                                                |
| The Roaming                                                          | Mathieu Pradat                                              | Kanada, Frankreich, Luxemburg                   |                                                                                                |
| Traversing the Mist                                                  | Tung-Yen Chou                                               | Taiwan                                          | Kurzfilm                                                                                       |

Außer Konkurrenz
- Battlescar – Regie: Martin Allais und Nico Casavecchia (Frankreich, USA) – mit den Stimmen von Dawson (Englisch), Jehnny Beth (Französisch) und Lo Rivera (Deutsch)
- Emperor – Regie: Marion Burger und Ilan J. Cohen (Frankreich, Deutschland) – XR Experience[24], mit den Stimmen von Olivia Cooke (Englisch) und Vimala Pons (Französisch)
- Gloomy Eyes – Regie: Fernando Maldonado und Jorge Tereso (Argentinien, Frankreich, USA) – mit den Stimmen von Tahar Rahim (Französisch), Colin Farrell (Englisch), Max Riemelt (Deutsch), Jorge Drexler (Spanisch), Jam Hsiao (Mandarin)
- Missing Pictures: Naomi Kawase – Regie: Clément Deneux (Frankreich, Vereinigtes Königreich, Taiwan, Luxemburg, Südkorea)
- Notes on Blindness – Regie: Arnaud Colinart, Amaury La Burthe, Peter Middleton und James Spinney (Frankreich, Vereinigtes Königreich) – VR-Doku über den britischen Theologieprofessor John Hull[25], mit der Stimmen von Lambert Wilson (Französisch)
- Spheres – Regie: Eliza McNitt (USA, Frankreich) – mit Jessica Chastain, Millie Bobby Brown und Patti Smith

### Cannes Classics
Diese Sektion zeigte zum 20. Mal eine Auswahl aktueller restaurierter Filmklassiker sowie Dokumentarfilme über das Kino oder einzelne Künstler. Mit Scénarios wurde unter anderem der letzte Film von Jean-Luc Godard uraufgeführt. Der französische Filmemacher hatte das 18-minütige Werk einen Tag vor seinem assistierten Suizid aufgenommen.
| Titel                                                                      | Regie                             | Land                        | Erscheinungs- jahr | Anmerkung |
| Events                                                                     | Events                            | Events                      | Events             | Events |
| -------------------------------------------------------------------------- | --------------------------------- | --------------------------- | ------------------ | --- |
| Les années déclic (The Declic Years)                                       | Raymond Depardon                  | Frankreich                  | 1984               | |
| Bye Bye Brasil (Bye bye Brésil)                                            | Carlos Diegues                    | Brasilien                   | 1970               | zu Ehren der Produzentin Lucy Barreto                                                                        |
| Gilda                                                                      | Charles Vidor                     | USA                         | 1964               | zum 100. Geburtstag von Columbia Pictures                                                                    |
| Jacques Demy, le rose et le noir                                           | Florence Platarets                | Frankreich                  | 2024               | Porträt über Jacques Demy                                                                                    |
| Law and Order                                                              | Frederick Wiseman                 | USA                         | 1969               | Teil einer geplanten weltweiten Retrospektive                                                                |
| Paris, Texas                                                               | Wim Wenders                       | BRD, Frankreich             | 1984               | zum 40. Jubiläum seiner Premiere in Cannes (Gewinner der Goldenen Palme)                                     |
| Die Regenschirme von Cherbourg (Les parapluies de Cherbourg)               | Jacques Demy                      | Frankreich                  | 1964               | zum 60. Jubiläum seiner Premiere in Cannes (Gewinner der Goldenen Palme)                                     |
| Scénarios                                                                  | Jean-Luc Godard                   | Frankreich, Japan           | 2024               | Letzter Film des 2022 verstorbenen Regisseurs                                                                |
| Die sieben Samurai (七人の侍)                                              | Akira Kurosawa                    | Japan                       | 1954               | zum 70. Jubiläum seiner Uraufführung                                                                         |
| La vérité est révolutionnaire – L’aveau                                    | Yannick Kergoat                   | Frankreich                  | 1954               | Dokumentarfilm über Costa-Gavras’ Das Geständnis (im Rahmen der zehnteiligen ReiheLe Siècle de Costa-Gavras) |
| Dokumentarfilme                                                            |                                   |                             |                    | |
| Elizabeth Taylor: The Lost Tapes                                           | Nanette Burstein                  | USA                         | 2024               | Porträt über Elizabeth Taylor                                                                                |
| Faye                                                                       | Laurent Bouzereau                 | USA                         | 2024               | Porträt über Faye Dunaway                                                                                    |
| François Truffaut, le scénario de ma vie                                   | David Teboulu                     | Frankreich                  | 2024               | Porträt über François Truffaut                                                                               |
| Jacques Rozier, d’une vage à l’autre                                       | Emmanuel Barnault                 | Frankreich                  | 2024               | Porträt über Jacques Rozier                                                                                  |
| Jim Henson Idea Man                                                        | Ron Howard                        | USA                         | 2024               | Porträt über Jim Henson                                                                                      |
| Once Upon a Time Michel Legrand                                            | David Hertzog Dessites            | Frankreich                  | 2024               | Porträt über Michel Legrand                                                                                  |
| Walking in the Movies                                                      | Lyang Kim                         | Südkorea                    | 2024               | Porträt über Kim Dong-ho, Begründer des Internationalen Filmfestivals von Busan                              |
| Restaurierte Filme                                                         |                                   |                             |                    | |
| Armee im Schatten (L’armée des ombres)                                     | Jean-Pierre Melville              | Frankreich                  | 1969               | |
| Bona                                                                       | Lino Brocka                       | Philippinen                 | 1980               | |
| Das Camp der Verlorenen (Camp de Thiaroye)                                 | Ousmane Sembene, Thierno Faty Sow | Senegal, Algerien, Tunesien | 1988               | |
| Johnny zieht in den Krieg                                                  | Dalton Trumbo                     | USA                         | 1971               | |
| Knallt das Monstrum auf die Titelseite! (Sbatti il mostro in prima pagina) | Marco Bellocchio                  | Italien, Frankreich         | 1972               | |
| Manthan (The Churning)                                                     | Shyam Benegal                     | Indien                      | 1976               | |
| La rose de la mer (The Rose of the Sea)                                    | Jacques de Baroncelli             | Frankreich                  | 1947               | |
| Rosaura a las 10 (Rosora at 10 O’Clock)                                    | Mario Soffici                     | Argentinien                 | 1958               | Einladung in den Hauptwettbewerb 1958                                                                        |
| Shanghai Blues                                                             | Tsui Hark                         | Hongkong                    | 1984               | |
| Sugarland Express (The Sugarland Express)                                  | Steven Spielberg                  | USA                         | 1974               | Einladung in den Hauptwettbewerb 1974 (Drehbuchpreis)                                                        |
| Tasio                                                                      | Montxo Armendáriz                 | Spanien                     | 1984               | |
| Vier Nächte eines Träumers (Quatre nuits d’un rêveur)                      | Robert Bresson                    | Frankreich                  | 1971               | |
| Sonderaufführung („Rappel!“)                                               |                                   |                             |                    | |
| Napoleon                                                                   | Abel Gance                        | Frankreich                  | 1927               | Uraufführung des restaurierten ersten Teils (Länge: 220 min)                                                 |

## Unabhängige Nebenreihen

### Semaine de la critique

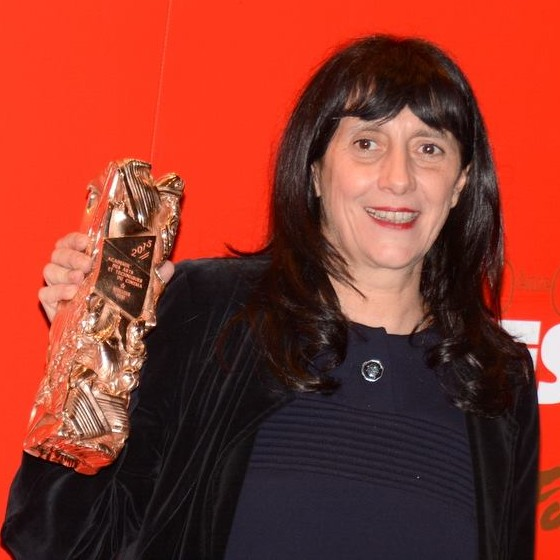
Jurypräsidentin Sylvie Pialat, hier mit einem gewonnenen César (2015)

Parallel zur Vergabe der Goldenen Palme widmet sich die seit 1962 bestehende Nebensektion Semaine de la critique (15. bis 24. Mai 2024) der Entdeckung neuer Talente. Ausgerichtet vom Syndicat français de la critique de cinéma konkurrieren ausschließlich Erstlingsfilme oder Zweitwerke junger Regisseure.
Zur Vorsitzenden der Jury wurde die französische Produzentin Sylvie Pialat bestimmt. Weitere Jurymitglieder waren der kanadische Filmkritiker und Journalist Ben Croll, die französische Regisseurin Iris Kaltenbäck, die belgische Kamerafrau Virginie Surdej und die ruandische Schauspielerin Eliane Umuhire. Ursprünglich hatte den Vorsitz der spanische Filmemacher Rodrigo Sorogoyen inne. Kurz vor Festivalbeginn trat er aus persönlichen Gründen von dieser Aufgabe zurück. Daraufhin rückte Pialat als Jurypräsidentin nach, während Kaltenbäck als neues Jurymitglied ernannt wurde.
Das Programm wurde am 15. April 2024 vorgestellt. Als Eröffnungsfilm der Sektion wurde die deutsche Koproduktion Die Schattenjäger (Les fantômes) von Jonathan Millet ausgewählt, als Abschlussfilm Animale von Emma Benestan.
Das offizielle Festivalplakat ziert ein Standbild aus Iris Kaltenbäcks im letzten Jahr in der Sektion gezeigten Film Le ravissement. Im Zentrum ist Hauptdarstellerin Hafsia Herzi zu sehen, wie sie ihrer schemenhaft am rechten Bildrand erscheinenden Co-Darstellerin Nina Meurisse einen Blick zuwirft und dabei anlächelt.
Insgesamt gelangten 7 Filme in den Hauptwettbewerb. Als bester Beitrag mit dem Grand Prix wurde die südamerikanische Koproduktion Simon de la montaña geehrt.
| Film                                                          | Regie                      | Land                                                | Darsteller (Auswahl)                                                                       |
| ------------------------------------------------------------- | -------------------------- | --------------------------------------------------- | ------------------------------------------------------------------------------------------ |
| Baby                                                          | Marcelo Caetano            | Brasilien, Frankreich, Niederlande                  | João Pedro Mariano, Ricardo Teodoro, Ana Flavia Cavalcanti, Bruna Linzmeyer, Luiz Bertazzo |
| Blue Sun Palace                                               | Constance Tsang            | USA                                                 | Lee Kang Sheng, Ke-Xi Wu, Haipeng Xu                                                       |
| Julie bleibt still (Julie Keeps Quiet)                        | Leonardo Van Dijl          | Belgien, Schweden                                   | Tessa Van den Broeck, Ruth Becquart, Koen De Bouw, Claire Bodson, Laurent Caron            |
| Locust                                                        | Keff                       | Taiwan, Frankreich, USA                             | Wilson Liu, Rimong Ihwar, Devin Pan, An-shun Yu, Yi Jung Wu, Nien-Hsien                    |
| La Pampa (Block Pass)                                         | Antoine Chevrollier        | Frankreich                                          | Sayyid El Alami, Amaury Foucher                                                            |
| Rafaat einy ll sama (The Brink of Dreams / Les filles du Nil) | Nada Riyadh, Ayman El Amir | Ägypten, Frankreich, Dänemark, Qatar, Saudi-Arabien | Majda Masoud, Haidi Sameh, Monika Youssef                                                  |
| Simón de la montaña (Simon of the Mountain)                   | Federico Luis              | Argentinien, Chile, Uruguay                         | Lorenzo Ferro, Kiara Supini, Pehuen Pedre                                                  |

Sonderaufführungen
- Eröffnungsfilm: Die Schattenjäger (Les fantômes / Ghost Trail) – Regie: Jonathan Millet (Frankreich, Deutschland, Belgien) – mit Adam Bessa, Tawfeek Barhom, Julia Franz Richter, Hala Rajab
- La mer au loin (Across the Sea) – Regie: Saïd Hamich Benlarbi (Frankreich, Marokko, Belgien, Quatar) – mit Ayoub Gretaa, Anna Mouglalis, Grégoire Colin
- Drama Queens (Les reines du drame / Queens of Drama) – Regie: Alexis Langlois (Frankreich, Belgien) – mit Louiza Aura, Gio Ventura, Bilal Hassani
- Abschlussfilm: Animale – Regie: Emma Benestan (Frankreich, Belgien, Saudi-Arabien) – mit Oulaya Amamra

Kurzfilmwettbewerb
In den Kurzfilmwettbewerb wurden 10 Werke eingeladen. Mit dem Prix Découverte Leitz Ciné für den besten Beitrag wurde die französische Produktion Montsouris (Montsouris Park) ausgezeichnet.
| Film | Regie                       | Land                                      | Länge (in min) |
| --- | --------------------------- | ----------------------------------------- | -------------- |
| Alazar | Beza Hailu Lemma            | Äthiopien, Frankreich, Kanada             | 35′            |
| As minhas sensações são tudo o que tenho para oferecer (My Senses Are All I Have to Offer)                                                                         | Isadora Neves Marques       | Portugal                                  | 20′            |
| A menina e o pote (The Girl and the Pot) | Valentina Homem             | Brasilien                                 | 12′            |
| Αυτο που ζηταμε απο ενα αγαλμα ειναι να μην κινειται (What We Ask of a Statue Is That It Doesn’t Move / Ce qu’on demande à une statue, c’est qu’elle ne bouge pas) | Daphné Hérétakis            | Griechenland, Frankreich                  | 32′            |
| Ella se queda (She Stays) | Marinthia Gutiérrez Velazco | Mexiko                                    | 10′            |
| Montsouris (Montsouris Park) | Guil Sela                   | Frankreich                                | 14′            |
| Noksan (Absent) | Cem Demirer                 | Türkei                                    | 24′            |
| Radikals | Arvin Belarmino             | Philippinen, USA, Bangladesch, Frankreich | 21′            |
| Supersilly | Veronica Martiradonna       | Frankreich                                | 10′            |
| Taniec w Narożniku (Dancing in the Corner) | Jan Bujnowski               | Polen                                     | 14′            |

Sonderaufführungen
- 1996 ou les Malheurs de Solveig – Regie: Lucie Borleteau (Frankreich – 31′)
- Las novias del sur Southern brides (Les Fiancées du sud) – Regie: Elena López Riera (Schweiz, Spanien – 40′)
- Sannapäiv (Sauna Day) – Regie: Anna Hints, Tushar Prakash (Estland – 13′)

Ausgewählte Beitrage des Internationalen Filmfestivals von Morelia 2023:
- Extinction of the species – Regie: Matthew Porterfield, Nicolasa Ruiz (Mexiko – 24′)
- Ha – Regie: María Almendra Castro Camacho (Mexiko – 27′)
- Xquipi (Ombligo) / The Naval – Regie: Juan Pablo Villalobos Díaz (Mexiko – 29′)

### Quinzaine des cinéastes
Die Nebenreihe Quinzaine des cinéastes, bis 2022 Quinzaine des réalisateurs, wurde 1969 in Anlehnung an die ein Jahr zuvor stattgefundenen Mai-Unruhen ins Leben gerufen. Gezeigt werden französische und ausländische Kurz-, Mittel- und Langfilme. Im Jahr 2024 wurde in der Nebenreihe erstmals ein Publikumspreis verliehen werden. Einen Ehrenpreis von der SRF, den Carrosse d’Or, erhielt 2024 die britische Filmemacherin Andrea Arnold.
Als offizielles Festivalplakat wurde ein „skurriles“ Gemälde des japanischen Filmschaffenden und Malers Takeshi Kitano ausgewählt, der selbst 1996 in der Sektion mit seinem Spielfilm Kids Return vertreten war. Es soll „der Poesie und dem Humor“ seines Kinos Tribut zollen.
Präsentiert wurden 22 Langfilme und 9 Kurzfilme. Als Eröffnungsfilm der Quinzaine des cinéastes wurde Ma vie ma gueule der 2023 verstorbenen Filmschaffenden Sophie Fillières ausgewählt, als Abschlussfilm Les pistolets en plastique von Jean-Christophe Meurisse. Mit Histoires d’Amérique: Food, Family and Philosophy befand sich auch ein restaurierter und wenig bekannter Film von Chantal Akerman in der Auswahl.
| Film                                                                                     | Regie                                  | Land | Darsteller (Auswahl) |
| ---------------------------------------------------------------------------------------- | -------------------------------------- | --- | --- |
| À son image (In His Own Image)                                                           | Thierry de Peretti                     | Frankreich                                                                                                  | Antonia Buresi, Cédric Appietto, Alexis Manenti, Victoire Du Bois                                                           |
| Algo viejo, algo nuevo, algo prestado (Something Old, Something New, Something Borrowed) | Hernán Rosselli                        | Argentinien                                                                                                 | Maribel Felpeto, Alejandra Cánepa, Hugo Felpeto, Leandro Menendez, Juliana Inae Risso, Marcelo Barbosa, Javier Abril Rotger |
| 化け猫あんずちゃん (Bakeneko Anzu-chan / Ghost Cat Anzu / Anzu, chat-fantôme)            | Yōko Kuno, Nobuhiro Yamashita          | Japan, Frankreich                                                                                           | Animationsfilm |
| Christmas Eve in Miller’s Point                                                          | Tyler Taormina                         | USA | Michael Cera, Elsie Fisher, Maria Dizzia, Francesca Scorsese, Ben Shenkman                                                  |
| Eat the Night                                                                            | Caroline Poggi, Jonathan Vinel         | Frankreich                                                                                                  | Théo Cholbi, Lila Gueneau, Erwan Kepoa Falé                                                                                 |
| Eephus                                                                                   | Carson Lund                            | USA, Frankreich                                                                                             | Michael Basta, Nate Fisher, Carson Lund                                                                                     |
| Gazer                                                                                    | Ryan J. Sloan                          | USA | Marcia DeBonis, Annie Pisapia, Ariella Mastroianni                                                                          |
| Good One                                                                                 | India Donaldson                        | USA | Lily Collias, James Le Gros, Danny McCarthy                                                                                 |
| Los hiperbóreos (The Hyperboreans)                                                       | Cristóbal León, Joaquín Cociña         | Chile | Experimentalfilm mit Antonia Giesen und Francisco Viscera                                                                   |
| Histoires d’Amérique: Food, Family and Philosophy                                        | Chantal Akerman                        | Belgien, Frankreich                                                                                         | Maurice Brenner, Carl Don, David Buntzman, Judith Malina, Eszter Bálint, Dean Jackson, Roy Nathanson                        |
| Une langue universelle                                                                   | Matthew Rankin                         | Kanada | Matthew Rankin, Mani Soleymanlou, Pirouz Nemati                                                                             |
| Ma vie ma gueule (This Life of Mine)                                                     | Sophie Fillières                       | Frankreich                                                                                                  | Agnès Jaoui, Philippe Katerine, Édouard Sulpice, Anglina Woreth, Valérie Donzelli, Emmanuel Salinger                        |
| 白衣蒼狗 (Mongrel)                                                                       | Chiang Wei Liang, You Qiao Yin         | Taiwan, Singapur, Frankreich                                                                                | Wanlop Rungkumjad, Kuo Shu-wei, Lu Yi-ching, Yu-hong Hong                                                                   |
| ナミビアの砂漠 (Namibia no sabaku / Desert of Namibia)                                   | Yōko Yamanaka                          | Japan | Yuumi Kawai |
| Les pistolets en plastique (Plastic Guns)                                                | Jean-Christophe Meurisse               | Frankreich                                                                                                  | Delphine Baril, Charlotte Laemmel, Laurent Stocker                                                                          |
| La prisonnière de Bordeaux (Visiting Hours)                                              | Patricia Mazuy                         | Frankreich                                                                                                  | Isabelle Huppert, Hafsia Herzi                                                                                              |
| A queda do céu (The Falling Sky / La chute du ciel)                                      | Eryk Rocha, Gabriela Carneiro da Cunha | Brasilien, Italien, Frankreich                                                                              | Dokumentarfilm |
| A savana e a montanha (Savanna and the Mountain)                                         | Paulo Carneiro                         | Portugal, Uruguay                                                                                           | Aida Fernandes, Maria Loureiro, Elisabete Pires, Daniel Loureiro, Rita & Inês Mó, Nelson Gomes, Carlos Libo, Paulo Sanches  |
| Sharq 12 (East of Noon)                                                                  | Hala Elkoussy                          | Ägypten, Niederlande, Qatar                                                                                 | Ahmed Kamal, Menha Batraoui, Omar Rozek                                                                                     |
| Sister Midnight                                                                          | Karan Kandhari                         | Vereinigtes Königreich, Indien, Schweden                                                                    | Radhika Apte, Ashok Pathak                                                                                                  |
| To a Land Unknown (Vers un pays inconnu)                                                 | Mahdi Fleifel                          | Vereinigtes Königreich, Frankreich, Deutschland, Griechenland, Niederlande, Katar, Saudi-Arabien, Palästina | Mahmood Bakri, Aram Sabbah, Mohammad Alsurafa, Αngeliki Papoulia                                                            |
| Volveréis – Ein fast klassischer Liebesfilm (Volveréis)                                  | Jonás Trueba                           | Spanien, Frankreich                                                                                         | Itsaso Arana, Vito Sanz |

### ACID
Die Sektion „ACID“ wurde 1993 von der Association for Independent Cinema and its Distribution ins Leben gerufen. Die Filmauswahl wurde am 16. April 2024 bekanntgegeben.
| Film                        | Regie                             | Land                         |
| --------------------------- | --------------------------------- | ---------------------------- |
| Ce n’est qu’un au revoir    | Guillaume Brac                    | Frankreich                   |
| Château rouge               | Hélène Milano                     | Frankreich                   |
| A Fireland                  | Mona Convert                      | Frankreich                   |
| Fotogenico                  | Marcia Romano und Benoît Sabatier | Frankreich                   |
| In Retreat                  | Maisam Ali                        | Indien, Frankreich           |
| It Doesn’t Matter           | Josh Mond                         | USA, Frankreich              |
| Kyuka – Before Summer’s End | Kostis Charamountanis             | Griechenland, Nordmazedonien |
| Mi bestia                   | Camila Beltrán                    | Kolumbien, Frankreich        |
| Most People Die On Sundays  | Iair Said                         | Argentinien, Spanien         |

## Marché du film
Im Rahmen des jährlich parallel veranstalteten Filmmarkts von Cannes, Marché du film, kam es erstmals zu einer Zusammenarbeit mit dem taiwanischen Golden Horse Film Festival. Im Rahmen des neu aufgelegten Programms Golden Horse Goes To Cannes wurden die neuesten Spielfilmprojekte von fünf taiwanischen Regisseuren am 16. Mai intern vorgestellt:
- The Chronicles Of Libidoists – Regie: Yang Ya-che
- Dead Talents Society – Regie: John Hsu
- Kung Fu – Regie: Giddens Ko
- A Foggy Tale – Regie: Chen Yu-hsun
- Daughter’s Daughter – Regie: Huang Xi

## Auszeichnungen (Auswahl)

### Offizielle Auswahl

#### Wettbewerb – Bester Spielfilm
Die Preisverleihung fand am letzten Festivaltag statt:
| Kategorie                   | Film                              | Preisträger                                                   | Bild                                                                |
| --------------------------- | --------------------------------- | ------------------------------------------------------------- | ------------------------------------------------------------------- |
| Goldene Palme – Bester Film | Anora                             | Sean Baker                                                    | Sean Baker bei der Preiszeremonie in Cannes                         |
| Großer Preis der Jury       | All We Imagine as Light           | Payal Kapadia                                                 | Payal Kapadia während des Festivals                                 |
| Preis der Jury              | Emilia Pérez                      | Jacques Audiard                                               | Jacques Audiard (2016)                                              |
| Beste Regie                 | Grand Tour                        | Miguel Gomes                                                  | Miguel Gomes während des Festivals                                  |
| Sonderpreis der Jury        | Die Saat des heiligen Feigenbaums | Mohammad Rasulof                                              | Mohammad Rasulof während des Festivals                              |
| Bester Darsteller           | Kinds of Kindness                 | Jesse Plemons                                                 | Jesse Plemons (2015)                                                |
| Beste Darstellerin          | Emilia Pérez                      | Adriana Paz, Zoe Saldaña, Karla Sofía Gascón und Selena Gomez | Co-Preisträgerin Karla Sofía Gascón mit der gewonnenen Auszeichnung |
| Bestes Drehbuch             | The Substance                     | Coralie Fargeat                                               | Coralie Fargeat mit dem gewonnenen Drehbuchpreis                    |

#### Ehrenpreise
Die Goldene Ehrenpalme (französisch Palme d’or d’honneur) wurde George Lucas, Meryl Streep und dem Studio Ghibli zuerkannt.

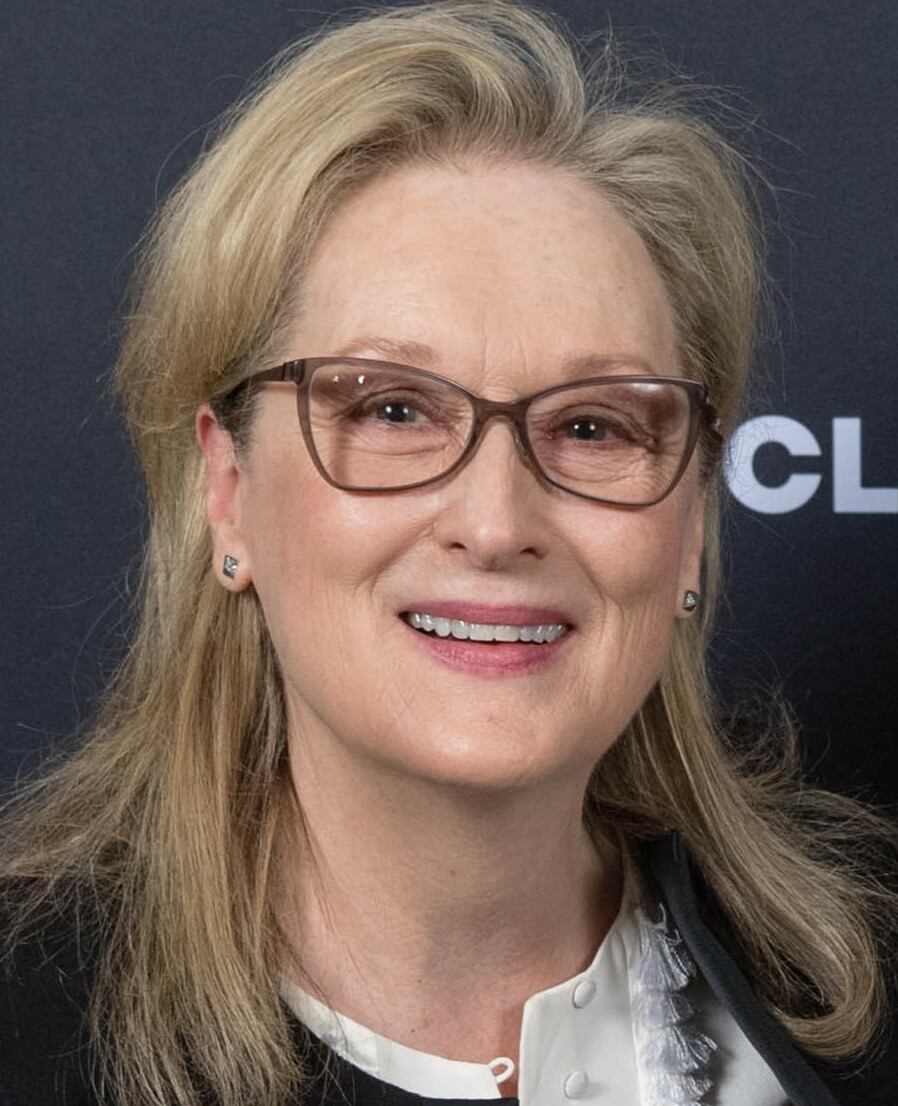
Meryl Streep (2018)
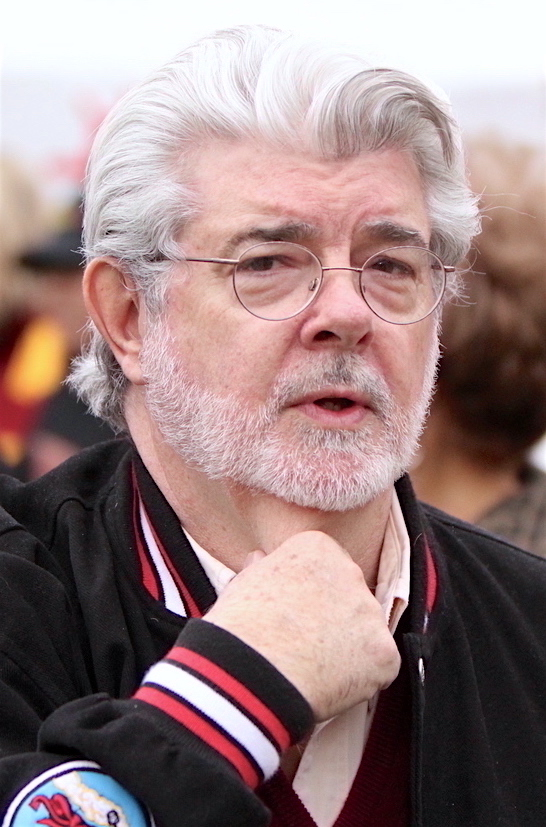
George Lucas (2011)
Logo von Studio Ghibli

Meryl Streep erhielt den Ehrenpreis bei der Eröffnungsgala am 14. Mai 2024. Die US-amerikanische Schauspielerin erreichte im Laufe ihrer Karriere rekordträchtige 21 Oscar-Nominierungen und gewann die Trophäe drei Mal. Im Jahr 1989 erhielt sie in Cannes den Darstellerpreis für ihre Hauptrolle in dem Drama Ein Schrei in der Dunkelheit. Laudatorin war die französische Schauspielerin Juliette Binoche, mit der Streep offiziell auch das Festival eröffnete.
George Lucas erhielt seine Auszeichnung bei der abschließenden Preisgala am 25. Mai 2024. Der US-amerikanische Filmregisseur, Drehbuchautor und Filmproduzent präsentierte sein Spielfilmdebüt THX 1138 bei der Festivalauflage 1971 in der Nebenreihe Quinzaine des réalisateurs und kehrte in den folgenden Jahrzehnten in verschiedenen Funktionen immer wieder nach Cannes zurück.
Das Studio Ghibli, bekannt für Anime-Produktionen wie Chihiros Reise ins Zauberland, Das wandelnde Schloss, Mein Nachbar Totoro oder Der Junge und der Reiher, wurde am 20. Mai mit einer Ehrenpalme ausgezeichnet. Es war das erste Mal, dass dieser Preis an eine kollektive Gruppe vergeben wurde. Die Auszeichnung nahm stellvertretend Gorō Miyazaki aus den Händen von Juan Antonio Bayona in Empfang, Jurymitglied des Hauptwettbewerbs und selbsterklärter Anime-Liebhaber. Mitbegründer Hayao Miyazaki konnte nicht nach Cannes reisen, bedankte sich aber in einer Videobotschaft für die Ehrung. Im Rahmen der Preisvergabe wurden vier Kurzfilme Hayao Miyazakis aufgeführt, von denen drei erstmals außerhalb Japans gezeigt wurden: Mei and the Kittenbus, Looking for a Home, Mr. Dough and the Egg Princess sowie Boro the Caterpillar.

#### Caméra d’Or
Für den Juryvorsitz der Caméra d’Or, mit der sektionsübergreifend der beste Debütfilm beim Festival ausgezeichnet wird, wurde eine Doppelspitze bestehend aus der französischen Schauspielerin Emmanuelle Béart und dem belgischen Rapper und Filmemacher Baloji bestimmt. Komplettiert wurde die Jury durch den Fotografen Gilles Porte, die Regisseurin Zoé Wittock, die Filmeditorin Nathalie Chifflet und Pascal Buron. Mit der Caméra d’Or preisgekrönt wurde der in der Sektion Un Certain Regard gezeigte Beitrag Armand von Halfdan Ullmann Tøndel.

### Unabhängig vergebene Preise

#### L’Œil d’or

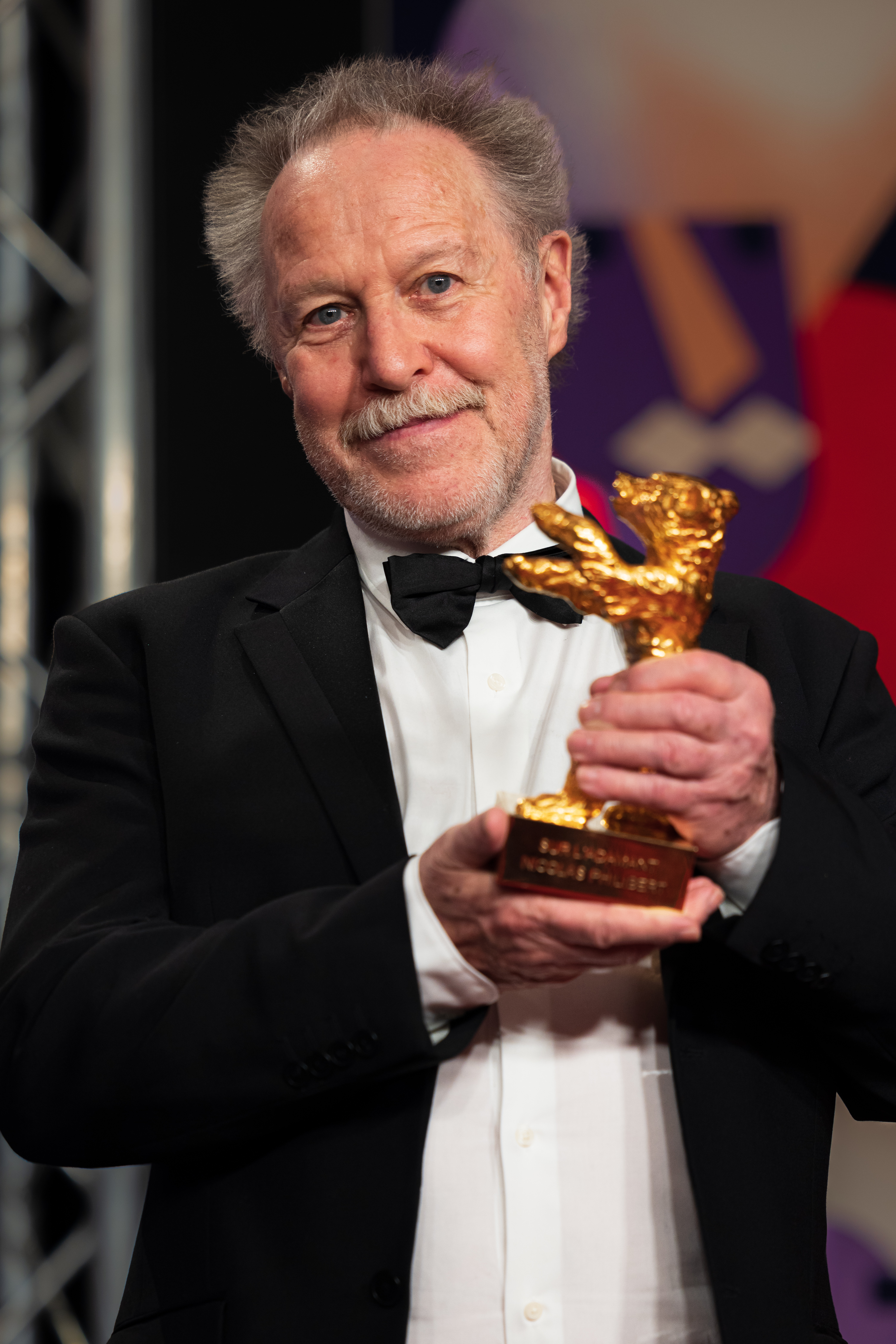
Nicolas Philibert vergab als Juryvorsitzender den Preis L’Œil d’or (hier mit dem gewonnenen Goldenen Bären 2023)

Der mit 5000 Euro dotierte Preis L’Œil d’or (dt.: „Das Goldene Auge“) wird seit 2015 an einen Dokumentarfilm aus der offiziellen Auswahl vergeben. Die Auszeichnung wurde vom Filmfestival von Cannes und LaScam gestiftet, der französischsprachigen Gesellschaft für Sachbuchautoren. Als Jurypräsident wurde dieses Jahr der französische Dokumentarfilmer Nicolas Philibert bestimmt. Weitere Jurymitglieder waren die französisch-senegalesische Regisseurin Dyana Gaye, die Leiterin des Internationalen Filmfestivals von Thessaloniki Elise Jalladeau aus Frankreich, die französisch-iranische Schauspielerin Mina Kavani und Francis Legault, Vorsitzender bei Radio-Canada Première. Den Preis teilten sich ex aequo Ernest Cole, Lost and Found von Raoul Peck (Sonderaufführung) und der in der Sektion Semaine de la critique gezeigte Beitrag Rafaat einy ll sama (The Brink of Dreams / Les filles du Nil) von Nada Riyadh und Ayman El Amir.

#### Queer Palm
Mit der Queer Palm werden seit 2010 sektionsübergreifend Filme geehrt, die LGBTQ+-Themen adressieren. Der diesjährigen Jury saß der belgische Filmemacher Lukas Dhont vor, Gewinner der Queer Palm 2018 für Girl und des Großen Preises der Jury 2022 für Close. Als bester queerer Film wurde der im Hauptwettbewerb gezeigte Trei kilometri până la capătul lumii von Emanuel Parvu geehrt.